# Michael Bradley
Michael Sheehan Bradley (Princeton, Nueva Jersey, Estados Unidos, 31 de julio de 1987) es un exfutbolista estadounidense. Jugaba de mediocampista. Fue internacional absoluto por la selección de Estados Unidos entre 2006 y 2019, disputando 150 encuentros y jugó en dos Copas Mundiales.

## Inicios
Comenzó su carrera profesional a los 17 años, algo no muy común en el fútbol estadounidense, en el New York/New Jersey MetroStars y bajo la tutela de su padre, el entrenador Bob Bradley. Pese a que en un principio estuvo bajo la sombra de su padre, primero en su club y más adelante en la selección de fútbol de Estados Unidos, Bradley ha venido progresando -e impresionando- a lo largo de su carrera, al punto de convertirse en uno de los jugadores más importantes del combinado nacional estadounidense y uno de los jugadores de ese país mejor valorados en Europa mientras jugaba en ese continente por su técnica, visión y nivel de energía en la cancha.

## Primeros años de vida
Bradley nació en Princeton, Nueva Jersey, hijo de Bob Bradley, entonces entrenador del equipo de fútbol de la Universidad de Princeton y exentrenador de la selección nacional de fútbol de los Estados Unidos. Mientras que su padre fue el entrenador de la Universidad de Princeton, la familia vivió en Pennington, Nueva Jersey.
Michael pasó su adolescencia en Palatine, Illinois, mientras que su padre entrenaba al Chicago Fire de la Major League Soccer, y creció jugando allí para los Sockers FC, equipo que participó del Campeonato Nacional de 2002 y terminó tercero. Más adelante se unió a la Academia IMG en Bradenton, Florida, y fue parte de la selección juvenil sub-17 de los Estados Unidos.

## Trayectoria

### Metrostars
Antes de graduarse de Bradenton, Bradley firmó un contrato Project-40 con la MLS, se convirtió en profesional a la edad de dieciséis años, y entró en el SuperDraft de la MLS del 2004, donde fue seleccionado por el New York/New Jersey MetroStars, equipo que en ese entonces era entrenado por su padre, Bob Bradley. Bradley no jugó ningún partido en su temporada de novato debido a una lesión en el pie, pero llegó a ganarse el puesto de titular para la temporada 2005, jugando en treinta de treinta y dos partidos de los Metros. Apenas unas semanas después de que su padre fue despedido como entrenador del club, anotó su primer gol como profesional en una dramática victoria sobre Chivas USA en el último día de la temporada 2005, enviando a su equipo a los playoffs.

### SC Heerenveen
En enero de 2006, Bradley se convirtió en el jugador más joven de la MLS en ser vendido a un equipo extranjero cuando fue transferido al SC Heerenveen de la Eredivisie holandesa en 2006. Su primer partido con el club de Frisia llegó el 16 de abril de 2006, en un encuentro contra el AZ Alkmaar. Encontró el éxito rápidamente, ganando cuatro partidos y ayudando al club alcanzar un lugar en la Copa UEFA en su primera temporada. Tras la jubilación de Paul Bosvelt después de la temporada 2006-07, Bradley tomó la posición del veterano mediocampista.
En enero de 2008, Bradley rompió el récord de más goles marcados en una sola temporada por un jugador nacido en Estados Unidos jugando al fútbol en una primera división europea, récord que anteriormente tenía Brian McBride con sus trece goles con el Fulham en la Premier League. El 26 de enero de 2008, Bradley extendió su récord a 18, con 16 goles en la liga. Bradley terminó anotando dieciséis goles en la Eredivisie y veinte en todas las competiciones durante la temporada 2007-08.

### Borussia Mönchengladbach

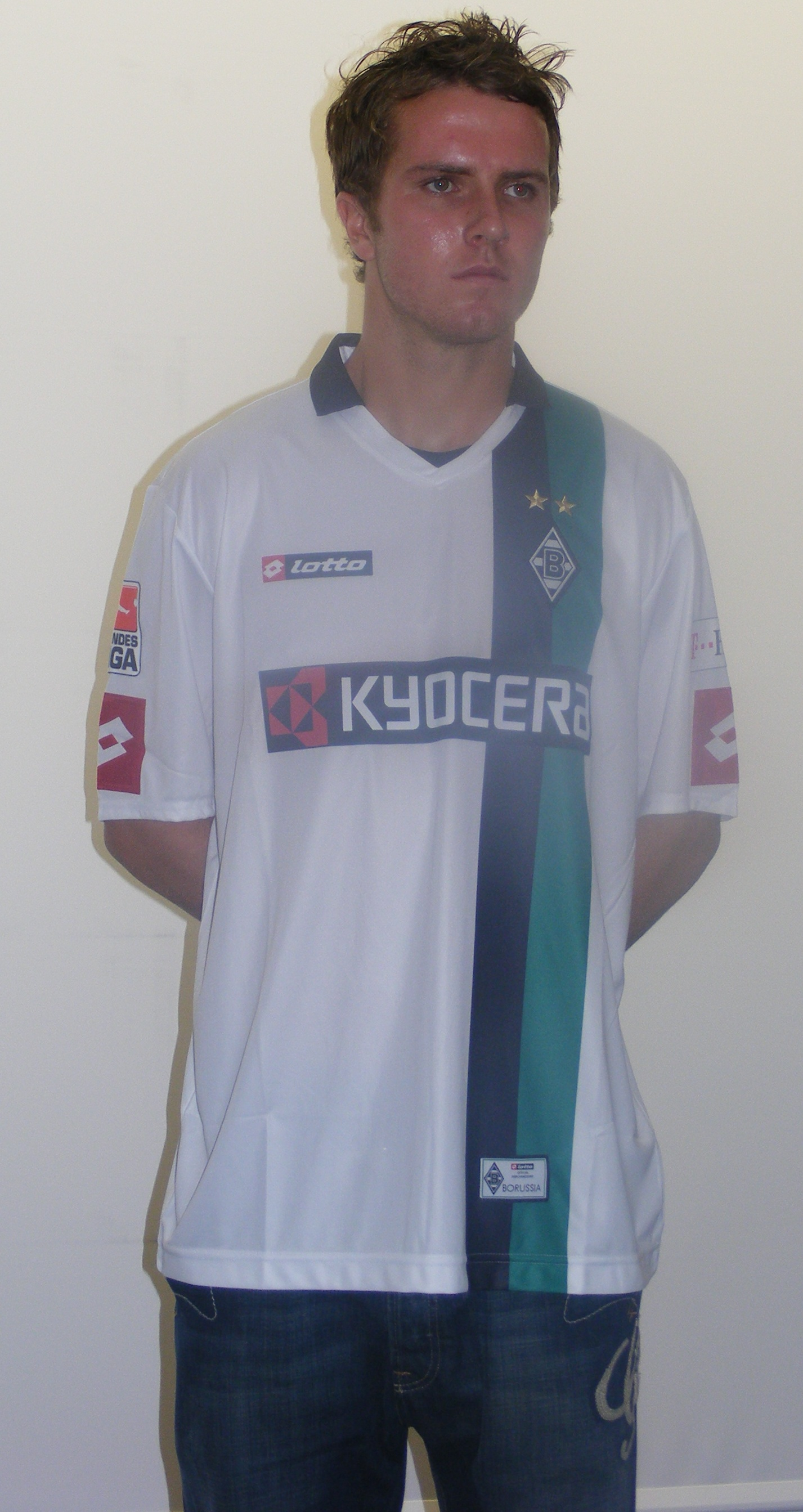
Michael Bradley con el Borussia Mönchengladbach.

El 31 de agosto de 2008, Bradley firmó un contrato por cuatro años con el Borussia Mönchengladbach de la Bundesliga Alemana. Debutó con el equipo alemán el 20 de septiembre de 2008 jugando contra el Hertha Berlín. Anotó su primer gol con el club el 15 de noviembre de 2008 en el empate 2-2 contra el Bayern Múnich.
A principios de la temporada 2009-10, Bradley fue suspendido después de una pequeña discusión con el entrenador Michael Frontzeck sobre la falta de minutos que tenía en la cancha. Sin embargo, los dos hicieron las paces más adelante y Bradley se volvió a establecer como titular en el club. Los problemas con Frontzeck volvieron a surgir a principios de 2011, lo que llevó al estadounidense a comenzar a buscar un nuevo club.

### Aston Villa
Bradley fue cedido al Aston Villa Football Club de la Premier League inglesa el 31 de enero de 2011. Fue presentado a los aficionados el 5 de febrero en Villa Park antes del comienzo del partido por la Premier League contra el Fulham. El 12 de febrero, Bradley realizó su debut oficial, sustituyendo en la segunda mitad del partido que terminaron empatando 1-1 ante el Blackpool. Luego de apenas 4 partidos con los villanos, el nuevo entrenador del Aston Villa, Alex McLeish, optó por no ficharlo en forma permanente.

### Chievo Verona
Bradley se unió al equipo italiano Chievo Verona de la Serie A el 31 de agosto de 2011. Debutó con el club el 18 de septiembre, entrando en reemplazo de Paolo Sammarco en la segunda mitad del partido y anotó su primer gol en la victoria 3-2 sobre el Catania Calcio el 7 de abril de 2012. Debido a su buen desempeño en el mediocampo del Chievo fue apodado como "General Bradley" por parte de la prensa local.

### AS Roma

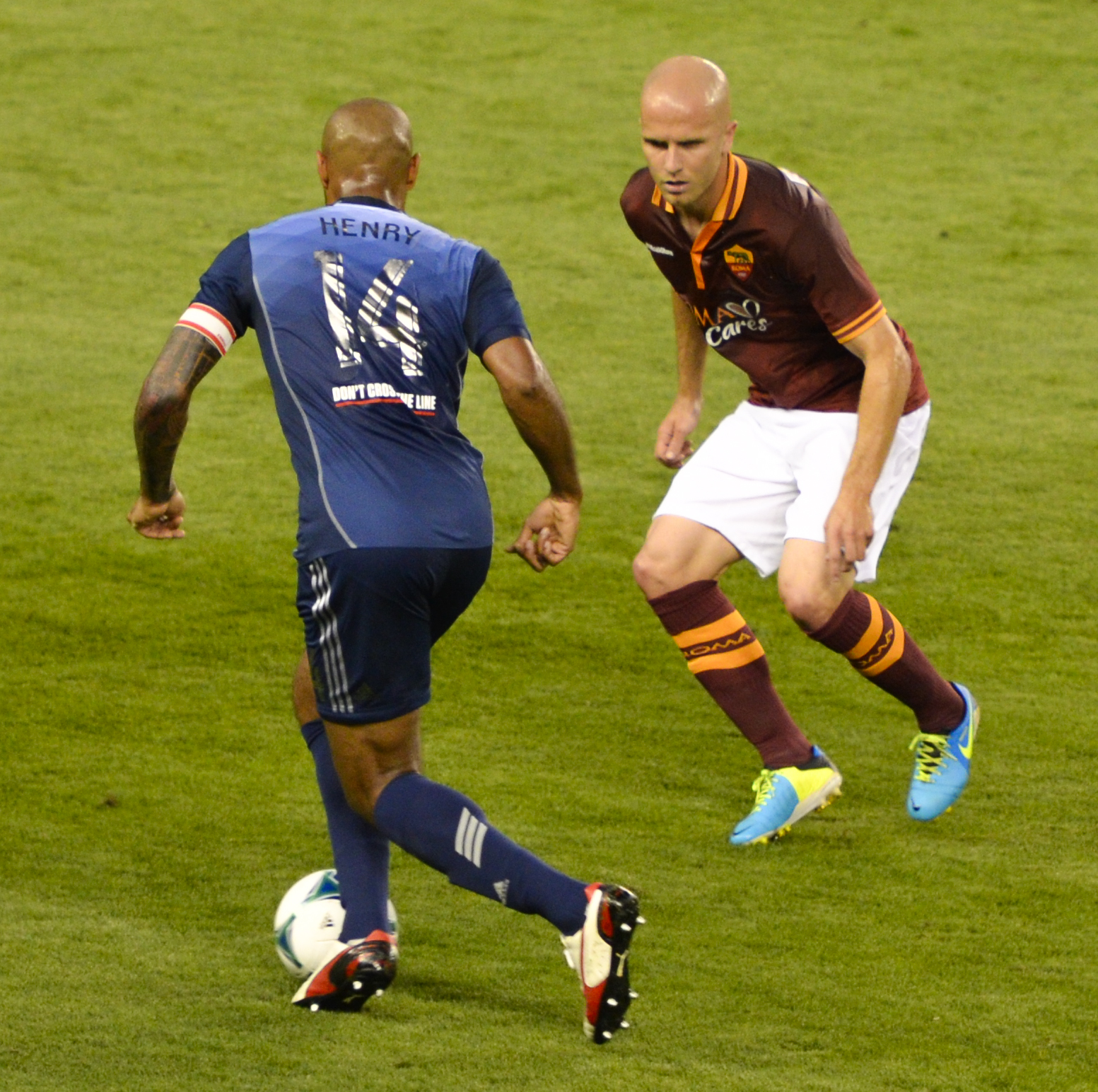
Thierry Henry enfrentando a Michael Bradley durante el partido de las estrellas de la MLS en 2013.

A principios de julio de 2012 se anunció que Michael Bradley firmaría con el AS Roma de la Serie A italiana por un período de tres años. Bradley finalmente se unió al club por cuatro años y una suma de 3.75 millones de euros el 15 de julio de 2012. Debutó en competiciones oficiales con la Roma el 26 de agosto de 2012, jugando los noventa minutos del partido y recibiendo una tarjeta amarilla en el empate 2-2 ante el Calcio Catania.
El 7 de octubre de 2012 Bradley regresó de una lesión que lo dejó fuera de las canchas por un mes, ingresando como titular en la séptima fecha de la Serie A, además de anotar su primer gol con la Roma en la victoria 2-0 sobre el Atalanta.

### Toronto FC
El 13 de enero de 2014 Bradley fichó con el Toronto FC canadiense, uniéndose al club junto a Jermain Defoe. Bradley anotó su primer gol con el club canadiense el 5 de abril de 2014 en la victoria 2-0 como visitantes ante el Columbus Crew.
El 17 de octubre de 2023, anunció su retiro como futbolista.

## Estadísticas
| Club                     | País           | Año         | Part. | Goles |
| ------------------------ | -------------- | ----------- | ----- | ----- |
| MetroStars               | Estados Unidos | 2004 - 2005 | 32    | 1     |
| SC Heerenveen            | Países Bajos   | 2006 - 2008 | 67    | 18    |
| Borussia Mönchengladbach | Alemania       | 2008 - 2011 | 81    | 11    |
| Aston Villa (cedido)     | Inglaterra     | 2011        | 4     | 0     |
| Chievo Verona            | Italia         | 2011 - 2012 | 36    | 1     |
| AS Roma                  | Italia         | 2012 - 2014 | 46    | 2     |
| Toronto FC               | Canadá         | 2014 - 2021 | 252   | 14    |

## Selección nacional

### Selecciones juveniles
Bradley fue un miembro regular e importante de las selecciones juveniles de Estados Unidos. Entre sus participaciones más importantes se destaca su participación con la selección sub-20 en la Copa Mundial de Fútbol Sub-20 de 2007, en la que los Estados Unidos llegaron a los cuartos de final. Bradley jugó todos los partidos del torneo y anotó un gol clave en la victoria 2-1 en tiempo extra frente a Uruguay en los octavos de final. Un año después Bradley fue parte del equipo sub-23 que representó a los Estados Unidos en los Juegos Olímpicos de Pekín 2008, jugando los tres partidos de su selección antes de que quedara eliminada en primera ronda.

### Selección absoluta
Bradley fue llamado por primera vez a la selección absoluta en 2006 para entrenar con el grupo de jugadores que representó a los Estados Unidos en la Copa Mundial de Fútbol de 2006, aunque finalmente no fue incluido en la nómina que viajó a Alemania. Jugó su primer partido con la selección absoluta el 26 de mayo de 2006, entrando en el segundo tiempo en un partido amistoso frente Venezuela, el cual era uno de dos partidos que jugaron los Estados Unidos como preparación para la Copa del Mundo. Desde su debut en ese año se ha convertido poco a poco en una figura esencial del equipo. Anotó su primer con los Estados Unidos al año siguiente, en otro partido amistoso el 17 de octubre de 2007, esta vez ante Suiza.
Bradley formó parte del plantel que jugó en la Copa FIFA Confederaciones 2009 en Sudáfrica. En ese torneo marcó uno de los tres goles de su país en la victoria frente a Egipto 3-0 que finalmente le dieron el pase a los Estados Unidos a la siguiente ronda. Jugó como titular en los primeros cuatro partidos, incluyendo la histórica victoria 2-0 sobre España en semifinales. Se perdería la final del torneo días después por haber sido expulsado en el segundo tiempo del partido ante los españoles.
También fue parte de la selección estadounidense que compitió un año después en la Copa Mundial de Fútbol de 2010, donde anotó un gol clave ante Eslovenia en la fase de grupo. Al igual que en la Copa Confederaciones, Bradley jugó los cuatro partidos de su selección como titular en Sudáfrica.
En la final de la Copa de Oro de la CONCACAF 2011 contra México anotó un gol de cabeza para abrir el marcador al minuto 7, aunque su equipo finalmente perdió 4-2.
El 12 de mayo de 2014, el entrenador de la selección estadounidense Jürgen Klinsmann incluyó a Bradley en la lista provisional de 30 jugadores que representarán a Estados Unidos en la Copa Mundial de Fútbol de 2014, siendo ratificado en la lista final de 23 futbolistas el 22 de mayo. Al igual que en torneos anteriores y tiempos recientes, Bradley fue titular en todos los partidos disputados por los Estados Unidos en el torneo.
El 8 de febrero de 2015, Bradley anotó un gol olímpico con su selección en la victoria 2-0 sobre Panamá en un partido amistoso en California.
Fue incluido en la lista preliminar de 23 jugadores que representarán a Estados Unidos en la Copa de Oro de la Concacaf 2015 en junio de ese año. Poco después, el entrenador de la selección norteamericana, Jürgen Klinsmann, anunció que Bradley reemplazaría a Clint Dempsey como el capitán del equipo. El 8 de julio de 2015 llevó el cintillo de capitán por primera vez durante un torneo oficial en la victoria 2-1 sobre Honduras, además de unirse a la lista de jugadores estadounidenses con 100 apariciones o más con su selección.
En diciembre de 2015, Bradley fue nombrado como el Futbolista del Año en Estados Unidos y Futbolista del Año Fútbol de Primera, marcando la primera vez en su carrera que recibe ambos honores.

### Goles internacionales
Actualizado al 11 de junio de 2017.
| #   | Fecha                    | Lugar                                         | Oponente          | Gol(es) | Resultado | Competición                                |
| --- | ------------------------ | --------------------------------------------- | ----------------- | ------- | --------- | ------------------------------------------ |
| 01. | 7 de octubre de 2007     | St Jakob Park, Basilea                        | Suiza             | 1 – 0   | 1 – 0     | Amistoso                                   |
| 02. | 15 de junio de 2008      | Home Depot Center, Carson                     | Cuba              | 2 – 0   | 8 – 0     | Eliminatorias para la Copa Mundial de 2010 |
| 03. | 10 de septiembre de 2008 | Toyota Park, Bridgeview                       | Trinidad y Tobago | 1 – 0   | 1 – 0     | Eliminatorias para la Copa Mundial de 2010 |
| 04. | 11 de febrero de 2009    | Columbus Crew Stadium, Columbus               | México            | 1 – 0   | 2 – 0     | Eliminatorias para la Copa Mundial de 2010 |
| 05. | 11 de febrero de 2009    | Columbus Crew Stadium, Columbus               | México            | 2 – 0   | 2 – 0     | Eliminatorias para la Copa Mundial de 2010 |
| 06. | 21 de junio de 2009      | Royal Bafokeng Stadium, Phokeng               | Egipto            | 2 – 0   | 3 – 0     | Copa Confederaciones 2009                  |
| 07. | 14 de octubre de 2009    | RFK Stadium, Washington D. C.                 | Costa Rica        | 1 – 2   | 2 – 2     | Eliminatorias para la Copa Mundial de 2010 |
| 08. | 18 de junio de 2010      | Ellis Park, Johannesburgo                     | Eslovenia         | 2 – 2   | 2 – 2     | Copa Mundial de 2010                       |
| 09. | 25 de junio de 2011      | Rose Bowl, Pasadena                           | México            | 1 – 0   | 2 – 4     | Copa de Oro de la Concacaf 2011            |
| 10. | 26 de mayo de 2012       | EverBank Field, Jacksonville                  | Escocia           | 1 – 0   | 5 – 1     | Amistoso                                   |
| 11. | 14 de noviembre de 2012  | Estadio Kuban, Krasnodar                      | Rusia             | 1 – 1   | 2 – 2     | Amistoso                                   |
| 12. | 2 de abril de 2014       | Estadio de la Universidad de Phoenix, Phoenix | México            | 1 – 0   | 2 – 2     | Amistoso                                   |
| 13. | 11 de febrero de 2015    | StubHub Center, Los Ángeles                   | Panamá            | 1 – 0   | 2 – 0     | Amistoso                                   |
| 14. | 18 de julio de 2015      | Sporting Park, Kansas City                    | Panamá            | 1 – 1   | 1 – 1     | Copa Oro 2015                              |
| 15. | 23 de julio de 2015      | Georgia Dome, Atlanta                         | Jamaica           | 1 – 2   | 1 – 2     | Copa Oro 2015                              |
| 16  | 24 de marzo de 2017      | Avaya Stadium, San José                       | Honduras          | 2 – 0   | 6 – 0     | Eliminatorias para la Copa Mundial de 2018 |
| 17  | 11 de junio de 2017      | Estadio Azteca, Ciudad de México              | México            | 1 – 0   | 1 – 1     | Eliminatorias para la Copa Mundial de 2018 |

Solo incluye goles con la selección mayor.

### Selección nacional
Actualizado al último partido jugado el 13 de noviembre de 2015.
| Selección      | Año   | Amistosos | Amistosos | Amistosos | Confederations cup | Confederations cup | Confederations cup | Gold cup | Gold cup | Gold cup | Mundial | Mundial | Mundial | Eliminatorias Mundialistas | Eliminatorias Mundialistas | Eliminatorias Mundialistas | Total | Total | Total  |
| Selección      | Año   | Part.     | Goles     | Asist.    | Part.              | Goles              | Asist.             | Part.    | Goles    | Asist.   | Part.   | Goles   | Asist.  | Part.                      | Goles                      | Asist.                     | Part. | Goles | Asist. |
| -------------- | ----- | --------- | --------- | --------- | ------------------ | ------------------ | ------------------ | -------- | -------- | -------- | ------- | ------- | ------- | -------------------------- | -------------------------- | -------------------------- | ----- | ----- | ------ |
| Estados Unidos |       |           |           |           |                    |                    |                    |          |          |          |         |         |         |                            |                            |                            |       |       |        |
| 2006           | 1     | 0         | 0         | -         | -                  | -                  | -                  | -        | -        | -        | -       | -       | -       | -                          | -                          | 1                          | 0     | 0     |        |
| 2007           | 2     | 1         | 0         | -         | -                  | -                  | 5                  | 0        | 0        | -        | -       | -       | -       | -                          | -                          | 7                          | 1     | 0     |        |
| 2008           | 5     | 0         | 0         | -         | -                  | -                  | -                  | -        | -        | -        | -       | -       | 6       | 2                          | 0                          | 11                         | 2     | 0     |        |
| 2009           | 2     | 0         | 0         | 4         | 1                  | 0                  | -                  | -        | -        | -        | -       | -       | 5       | 1                          | 0                          | 11                         | 2     | 0     |        |
| 2010           | 5     | 0         | 0         | -         | -                  | -                  | -                  | -        | -        | 4        | 1       | 0       | -       | -                          | -                          | 9                          | 1     | 0     |        |
| 2011           | 7     | 0         | 1         | -         | -                  | -                  | 6                  | 1        | 2        | -        | -       | -       | -       | -                          | -                          | 13                         | 1     | 3     |        |
| 2012           | 5     | 2         | 0         | 0         | 0                  | 0                  | -                  | -        | -        | -        | -       | -       | 4       | 0                          | 1                          | 9                          | 2     | 1     |        |
| 2013           | 3     | 0         | 1         | -         | -                  | -                  | -                  | -        | -        | -        | -       | -       | 6       | 0                          | 0                          | 9                          | 0     | 1     |        |
| 2014           | 5     | 1         | 4         | -         | -                  | -                  | -                  | -        | -        | 4        | 0       | 1       | -       | -                          | -                          | 9                          | 1     | 5     |        |
| 2015           | 9     | 1         | 2         | -         | -                  | -                  | 7                  | 2        | 4        | -        | -       | -       | 2       | 0                          | 0                          | 18                         | 3     | 6     |        |
| 2016           | 4     | 0         | 2         | -         | -                  | -                  | -                  | -        | -        | -        | -       | -       | 2       | 0                          | 1                          | 6                          | 0     | 3     |        |
| Total          | Total | 48        | 5         | 10        | 4                  | 1                  | 0                  | 18       | 3        | 6        | 8       | 1       | 1       | 25                         | 3                          | 2                          | 113   | 13    | 19     |

### Participaciones en Copas del Mundo
| Mundial                        | Sede      | Resultado        |
| ------------------------------ | --------- | ---------------- |
| Copa Mundial de Fútbol de 2010 | Sudáfrica | Octavos de final |
| Copa Mundial de Fútbol de 2014 | Brasil    | Octavos de final |

### Participaciones en la Copa América
| Copa                    | Sede           | Resultado     |
| ----------------------- | -------------- | ------------- |
| Copa América Centenario | Estados Unidos | Cuarto Puesto |

### Participaciones en Copas de Oro
| Mundial                         | Sede                   | Resultado  |
| ------------------------------- | ---------------------- | ---------- |
| Copa de Oro de la Concacaf 2007 | Estados Unidos         | Campeón    |
| Copa de Oro de la Concacaf 2011 | Estados Unidos         | Subcampeón |
| Copa de Oro de la Concacaf 2015 | Estados Unidos/ Canadá | Semifinal  |

### Participaciones en Copa Confederaciones
| Copa Confederaciones      | Sede      | Resultado  |
| ------------------------- | --------- | ---------- |
| Copa Confederaciones 2009 | Sudáfrica | Subcampeón |

### Participaciones en Juegos Olímpicos
| Olimpiadas               | Sede  | Resultado      |
| ------------------------ | ----- | -------------- |
| Juegos Olímpicos de 2008 | Pekín | Fase de grupos |

## Palmarés

### Campeonatos nacionales
| Título                          | Club       | País           | Año  |
| ------------------------------- | ---------- | -------------- | ---- |
| Copa Trillium                   | Toronto FC | Estados Unidos | 2014 |
| Copa Trillium                   | Toronto FC | Estados Unidos | 2016 |
| Campeonato Canadiense           | Toronto FC | Canadá         | 2016 |
| Conferencia Este                | Toronto FC | Estados Unidos | 2016 |
| Campeonato Canadiense           | Toronto FC | Canadá         | 2017 |
| Conferencia Este                | Toronto FC | Estados Unidos | 2017 |
| MLS Supporters' Shield          | Toronto FC | Estados Unidos | 2017 |
| MLS Cup                         | Toronto FC | Estados Unidos | 2017 |
| Copa Trillium                   | Toronto FC | Estados Unidos | 2017 |
| Campeonato Canadiense de Fútbol | Toronto FC | Canadá         | 2018 |
| Copa Trillium                   | Toronto FC | Estados Unidos | 2019 |
| Conferencia Este                | Toronto FC | Estados Unidos | 2019 |
| Campeonato Canadiense de Fútbol | Toronto FC | Canadá         | 2020 |
| Copa Trillium                   | Toronto FC | Estados Unidos | 2020 |
| Copa Trillium                   | Toronto FC | Estados Unidos | 2021 |

### Campeonatos internacionales
| Torneo            | Equipo                          | Sede           | Año  |
| ----------------- | ------------------------------- | -------------- | ---- |
| Copa Oro CONCACAF | Selección de los Estados Unidos | Estados Unidos | 2007 |
| Copa Oro CONCACAF | Selección de los Estados Unidos | Estados Unidos | 2017 |

### Distinciones individuales
| Distinción                           | Año  |
| ------------------------------------ | ---- |
| Futbolista del Año en Estados Unidos | 2015 |
| Futbolista del Año Fútbol de Primera | 2015 |